# Sueli Carneiro
Aparecida Sueli Carneiro Jacoel (São Paulo, le 24 juin 1950) est une philosophe, écrivaine et militante du mouvement social noir brésilien. Elle est la fondatrice et actuelle directrice de Geledés — Instituto da Mulher Negra.

## Biographie
Elle naît dans le quartier populaire de Lapa à Sâo Paulo en 1950. C'est la première fille de sept enfants de José Horácio Carneiro, cheminot, et Eva Alves Carneiro, couturière. 

### Formation
Elle obtient son doctorat en philosophie à l'Université de São Paulo (USP),,,.

### Engagements
En 1988, elle fonde Geledés — Instituto da Mulher Negra, la première organisation noire et féministe indépendante de São Paulo. Quelques mois plus tard, elle intègre le Conseil National de la Condition Féminine, à Brasilia.
Elle crée le seul programme brésilien qui offre des orientations de santé spécifiques destinées aux femmes noires.
Elle est considérée comme l'une des principales auteures du féminisme noir au Brésil.

## Publications
- Racismo, Sexismo e Desigualdade no Brasil (2011)
- Mulher negra: Política governamental e a mulher (1985), avec Thereza Santos et Albertina de Oliveira Costa

## Distinctions
- Prix Benedito Galvão (2014)[7].
- Prix des Droits humains de la République française[8].
- Prix Bertha Lutz (2003)[9].
- Prix des droits de l'homme Franz de Castro Holzwarth (Mention Honorable)[10].